# Jean Chevillard
Pour les articles homonymes, voir Chevillard.
Jean Chevillard, né à Angers le 27 août 1925, est un prêtre missionnaire français de la congrégation des Missionnaires d'Afrique (Pères blancs), assassiné à Tizi Ouzou en Algérie, le 27 décembre 1994. Il compte parmi les dix-neuf martyrs d'Algérie, béatifiés le 8 décembre 2018 à Oran.

## Biographie
Jean Chevillard naît au sein d'une famille catholique pratiquante, où il est le sixième de quinze enfants, et qui compte parmi ses aïeux une des Martyrs d'Angers, Françoise Suhard, femme d'Étienne Ménard, tuée à Avrillé en 1794 et qui a été béatifiée en 1984 par Jean-Paul II.
Après ses études secondaires, il entre chez les Pères blancs, congrégation missionnaire fondée en 1868 par Mgr Lavigerie en Algérie. Il part de Marseille en pleine occupation, alors qu'il n'a que dix-sept ans. Il poursuit ses études à Tibhar en Tunisie sous protectorat français en pleine guerre. Il prononce son serment missionnaire le 29 juin 1949 et est ordonné prêtre le 1er février 1950 à Carthage. Il est nommé en Algérie où il va demeurer le restant de ses jours. Son premier poste est dans la casbah d'Alger, puis il est économe au séminaire de Tibhar. En 1957, il est à la maison-mère de Maison-Carrée que les Pères blancs viennent de quitter et qui doit être transformée en centre de formation professionnelle. Dans les derniers mois avant l'indépendance de l'Algérie et pendant cette terrible année 1962, où de nombreux Européens sont tués, ainsi que des Algériens déchirés en différentes factions, et alors que des missionnaires rentrent en métropole, il décide néanmoins de rester. Il est responsable de centres de formation pour la jeunesse, supérieur régional des Pères blancs d'Algérie, puis économe. C'est un homme de devoir, touchant à l'héroïsme. En 1985, il est supérieur de la petite communauté de Tizi Ouzou qui s'occupe d'un centre d'aide sociale, nommé « L'Entraide ».

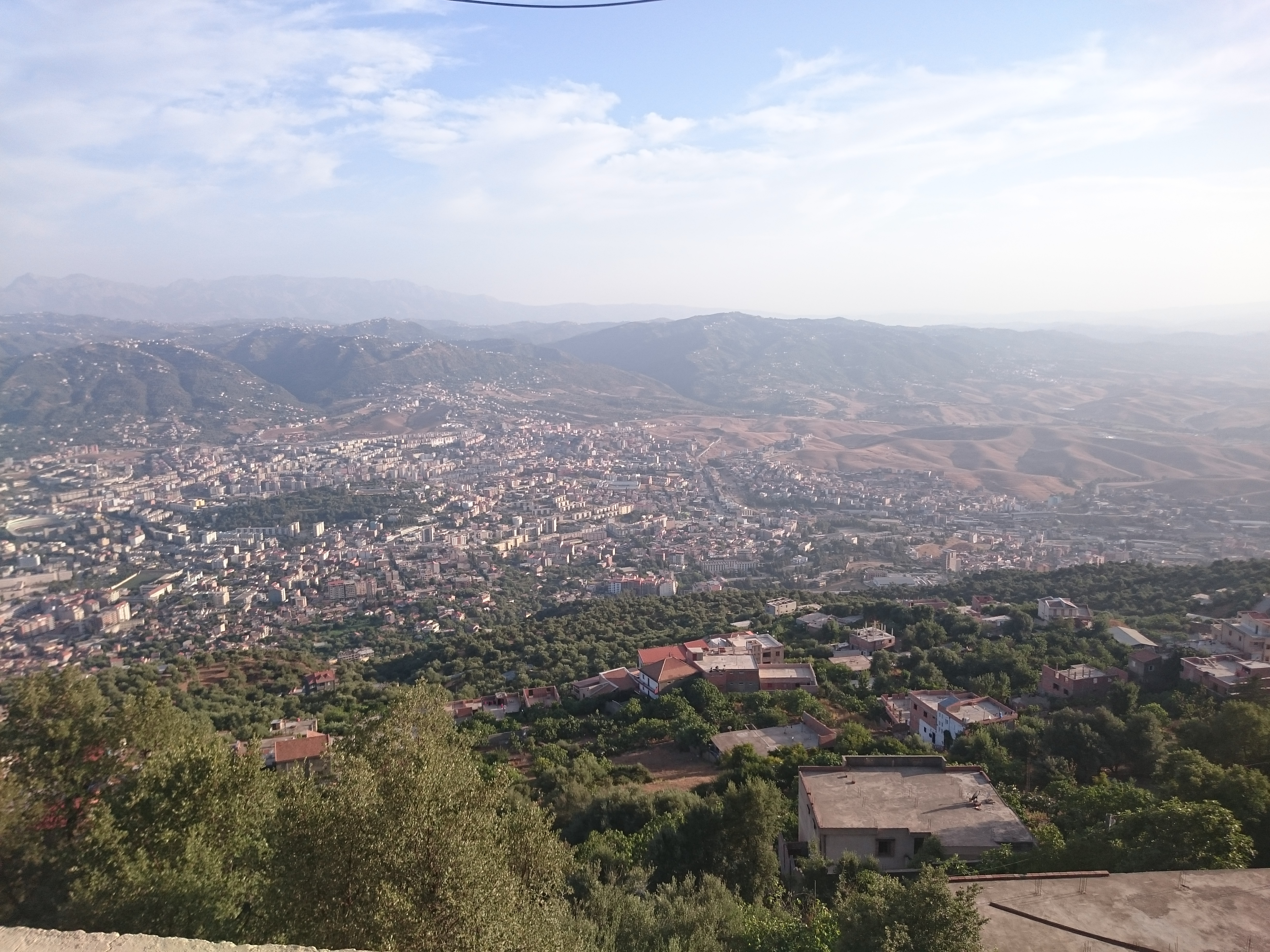
Panorama de Tizi Ouzou.

À Tizi Ouzou, il est bien intégré à la population kabyle locale au sein de sa petite communauté de trois pères qui venait de recevoir un missionnaire plus jeune, Christian Chessel (mort à 36 ans), en plus d'Alain Dieulangard. Un quatrième leur rend visite ce jour-là, Charles Deckers, Père blanc curé de la cathédrale Notre-Dame d'Afrique. Un autre père avait quitté la région par mesure de prudence et un sixième venait de mourir dans un accident de voiture. Depuis 1993, les étrangers présents en Algérie sont menacés de mort par le FIS. Les pères se savent menacés, mais restent par solidarité envers la population berbère. L'assassinat du frère Henri Vergès et de la sœur Paul-Hélène Saint-Raymond quelques mois plus tôt à Alger, ainsi que celui de deux Sœurs espagnoles en octobre ne leur fait pas changer d'avis. Ils sont assassinés à leur tour par balles de mitraillette par un commando de quatre islamistes du GIA dans la fin de matinée du 27 décembre 1994, ses confrères dans la cour et lui à son bureau. C'était le jour de la Saint Jean, sa propre fête.

## Béatification
Le 26 janvier 2018, le pape François reconnaît sa mort in odium fidei et signe le décret de béatification.
Le 8 décembre 2018, le père Chevillard, avec les dix-huit autres martyrs d'Algérie, est béatifié à Oran par le cardinal Becciu, en présence de sa sœur, de ses neveux et petits-neveux, plusieurs évêques (dont Mgr Vesco, évêque d'Oran), d'une vingtaine d'imams, ainsi que du ministre algérien des Affaires religieuses, Mohamed Aïssa.

## Citation
« Pourquoi retournes-tu là-bas ? » Il répondit : « Je retourne là-bas pour témoigner. Là-bas, c’est chez moi, près de mes amis berbères. Surtout si je meurs, je veux être enterré là-bas. »